# Повторное использование кода
Повторное использование кода (англ. code reuse) — методология проектирования компьютерных и других систем, заключающаяся в том, что система (компьютерная программа, программный модуль) частично либо полностью должна составляться из частей, написанных ранее компонентов и/или частей другой системы, и эти компоненты должны применяться более одного раза (если не в рамках одного проекта, то хотя бы разных). Повторное использование — основная методология, которая применяется для сокращения трудозатрат при разработке сложных систем.
Самый распространённый случай повторного использования кода — библиотеки программ. Библиотеки предоставляют общую достаточно универсальную функциональность, покрывающую избранную предметную область. Примеры: библиотека функций для работы с комплексными числами, библиотека функций для работы с 3D-графикой, библиотека для использования протокола TCP/IP, библиотека для работы с базами данных. Разработчики новой программы могут использовать существующие библиотеки для решения своих задач и не «изобретать велосипеды».

## Модульность систем
Программисты стремятся так проектировать свои системы, чтобы они были максимально модульны.
В качестве абстракций, на основе которых можно построить модульность системы, могут выступать функции, сопрограмма, класс, протокол. Библиотека функций — хороший пример абстракции, удобной для реализации модульности программ и следования методологии повторного использования. Важным шагом на пути достижения максимальной модульности
стал принцип иерархичного построения пространства имён.
Примером удачной реализации модульности и принципа повторного использования могут служить инструменты командной оболочки Unix-систем и стандартные классы Java, помещенные в иерархию пространства имён.
Шаблоны (см. стандартная библиотека шаблонов STL в языке Си++) функций и классов стали важным этапом продвижения
методологии повторного использования в индустрию объектно-ориентированного программирования.
Иерархическая модульность системы позволяет реализовать эффективные методы управления разработкой, основанные на построении иерархий управления соответствующей иерархии модулей самой системы.

## Повторное использование в малом
Иногда повторное использование кода представляет собой простое копирование некоторой части кода из существующей программы в другую (англ. copy-paste). Это один из самых низкоуровневых подходов к повторному использованию. Но и он имеет место, особенно когда речь идет о повторном использовании кода «в малом» («reuse в малом»).
Подобный подход обычно не рекомендуется к использованию, вместо этого повторяющийся фрагмент программы оформляется в виде подпрограммы или макроса с набором параметров. Основным аргументом в пользу использования подпрограмм вместо копирования кода является то, что в случае наличия ошибки она должна быть исправлена однократно в теле подпрограммы, в противном же случае исправлению необходимо подвергнуть в общем случае несколько идентичных фрагментов кода, расположенных в разных местах программы. Кроме того, при копировании кода обычно возникает необходимость в изменении имен переменных, что также часто приводит к механическим ошибкам. В случае использования подпрограмм подобных переименований можно избежать путём использования локальных переменных.

## Повторное использование кода и метасистемный переход в программировании
Метод повторного использования кода является важным компонентом реализации принципа метасистемного перехода в развитии индустрии программного обеспечения. Воплощение этого принципа в жизнь позволяет разработчикам оперировать высокоуровневыми понятиями (отобразить картинку, удалить таблицу из базы данных, найти все корни уравнения, сконвертировать файл и т. д.), а не низкоуровневыми (покрасить пиксел в красный цвет, обнулить регистр, сложить два числа, прочитать символ из файла и т. д.).

## Достоинства и недостатки метода повторного использования
Рассмотрим достоинства и недостатки на примере библиотек функций.
Использование готовых библиотек имеет ряд преимуществ. Во-первых, разработчик новой системы снимает с себя заботу о реализации функциональности, заложенной в этой библиотеке. Весь цикл разработки библиотеки осуществляется разработчиком данной библиотеки. Он, обычно, берёт на себя ответственность за поддержку библиотеки: устранение ошибок, развитие и улучшение работы, тестирование. Метод повторного использования кода является тем механизмом, который позволяет разработчикам «встать на плечи гигантов» и быстро строить новые сложные системы из уже отлаженных компонентов. Второе преимущество исходит из самого повторения использования кода, что приводит к существенному уменьшению размера итоговой программы, а при недостаточной производительности носителя и к быстродействию.
Кроме немногочисленных, но очень важных достоинств метод повторного использования кода имеет ряд недостатков. Подключение к проекту сторонних библиотек автоматически приводит к необходимости контроля совместимости версий компонент создаваемой системы и версий используемых библиотек. Самым характерным примером такой ошибки считается авария ракеты-носителя «Ариан-5», вызванная использованием программного модуля, разработанного для ракеты «Ариан-4».
Многие библиотеки коммерческие и требуют денежных затрат (с развитием движения свободного ПО это постепенно теряет актуальность). Кроме того, часто библиотеки недостаточно универсальны и не реализуют той функциональности, которая требуется создаваемой системе, либо, наоборот, слишком универсальны и в результате неэффективны, неудобны или содержат много избыточной (для данного проекта) функциональности. Можно, если позволяет лицензия распространяемой библиотеки, использовать её исходные коды и модифицировать их в соответствии с необходимостью. Но после этого ответственность за поддержку функциональности библиотеки перекладывается на плечи разработчика новой системы. Также использование излишней модульности может привести к уменьшению скорости выполнения программы, когда скорость выполнения, заложенная в модуль, не может перекрыть издержки на обращение к этому модулю.